# Auto Avio Costruzioni 815
Auto Avio Costruzioni Tipo 815 — итальянский спортивный автомобиль построенный фирмой Auto Avio Costruzioni из города Модена основателем и владельцем которой являлся Энцо Феррари. Всего было построено два экземпляра. Данный автомобиль является первым и единственным созданным компанией AAC, которая с 1947 года получила имя своего основателя - Ferrari и является сегодня известнейшим во всём мире производителем дорогих и престижных спорткаров.

## История
Компания Auto Avio Costruzioni была основана Энцо Феррари (Enzo Ferrari) в родном ему городе Модена в 1939 году, после того как фирма Alfa Romeo, где ранее он трудился тест-пилотом, выкупила его мастерскую, основанную Энцо в 1929 году и наложила обязательство на Феррари не использовать своё имя для создания автомобилей на протяжении ближайших четырех лет (до 1943 года включительно). Первоначально AAC занималась станками, однако тяга к автомобилям у Энцо пересилила. В том же 1939 году началось проектирование и создание первой и единственной модели автомобиля получившего обозначение Tipo 815. Его созданием, кроме самого Феррари, занимались инженеры Альберто Массимини (Alberto Massimini) и Витторио Беллентани (Vittorio Bellentani). Шасси и механическая часть создавались самой фирмой AAC, кузов же был заказан известному миланскому кузовному ателье Carrozzeria Touring. 
Автомобиль получил 8-цилиндровый двигатель Fiat объемом 1,5 литра и мощностью 72 л.с позволявший развивать до 175 км/ч. Шасси являлось доработанным от автомобиля Fiat 508. Кузов обтекаемый, двухместный, спортивный, типа барчетта. Головные фары имели оригинальные рассеиватели шестигранной формы, полученные от немецкого автомобиля Opel Kapitän 1938 года и дополняли аэродинамический стиль автомобиля. Всего было построено два экземпляра: №020 "короткий хвост" (coda lunga) и 021 "длинный хвост" (coda corta). 021 отличался от 020-го более длинной задней частью.
28 апреля 1940 года AAC Tipo 815 приняли участие итальянской гонке Тысяча миль (Mille Miglia), Гран-при Брешии. Coda lunga пилотировал гонщик Лотарио Рангони (Lotario Rangoni), coda corta Альберто Аскари (Alberto Ascari). К сожалению оба выбыли по причине поломок. Автомобиль с шасси №020 и вовсе был разбит и уже не восстанавливался. Возобновить гонки удалось после войны, в 1946 году, когда на Гран-при Турина гонищик Энрико Бельтраккини (Enrico Beltracchini) на оставшимся автомобиле с шасси №021 занял второе место. Последний раз Tipo 815 принял участие в гонке Тысяча Миль в 1948 году под управление всё того же Бельтраккини, но выбыл. 
Сегодня единственный сохранившийся экземпляр Auto Avio Costruzione Tipo 815 выставлен в музее Энцо Феррари (Museo casa Enzo Ferrari) в Модене.

## Значение
ACC Tipo 815 стал первым автомобилем созданным при участии Энцо Феррари. Из него был извлечён опыт создания спортивных автомобилей, который пригодился Феррари и помог создать уже к середине 1950-х годов известнейший и один из самых дорогих в мире автомобильный бренд.

## Галерея

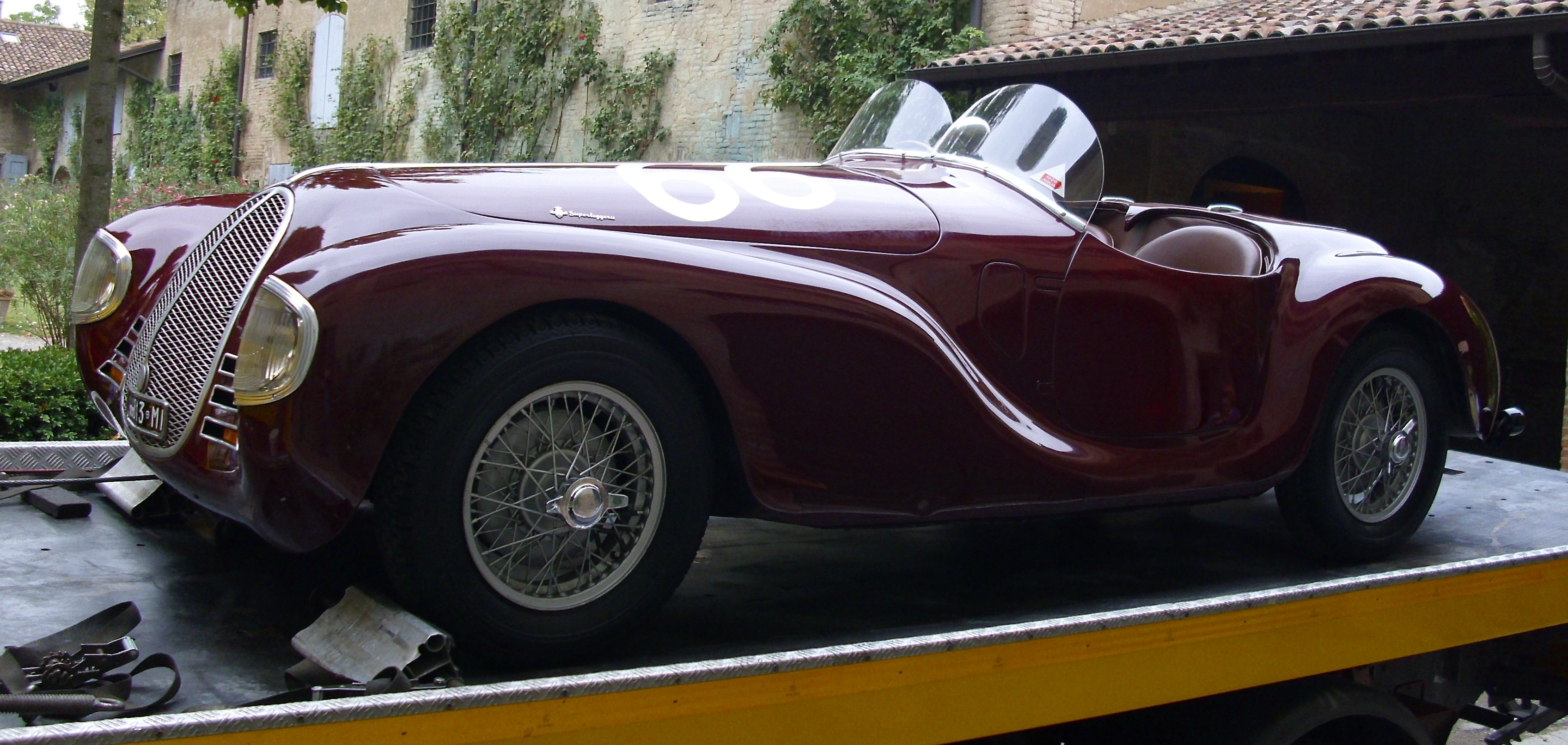
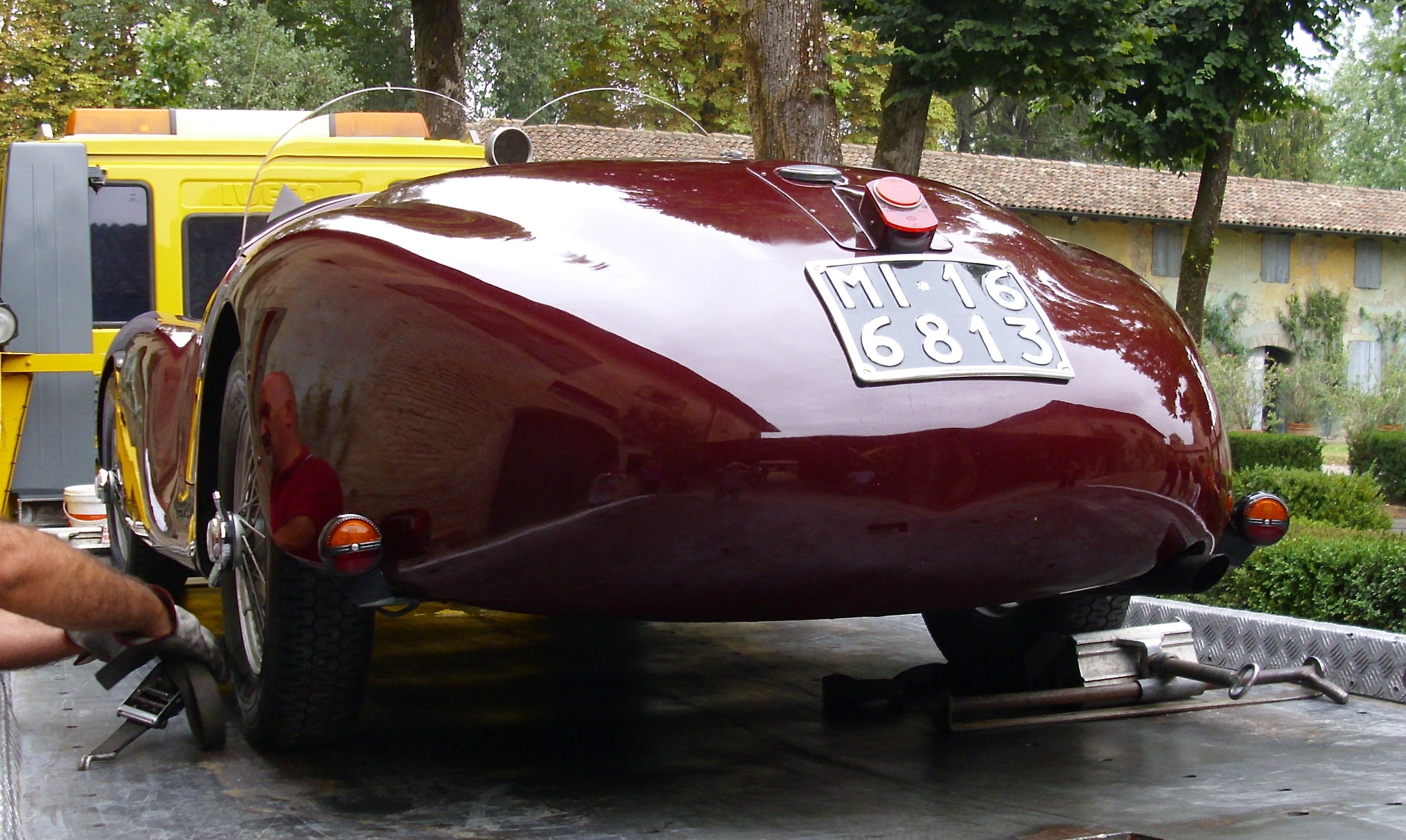
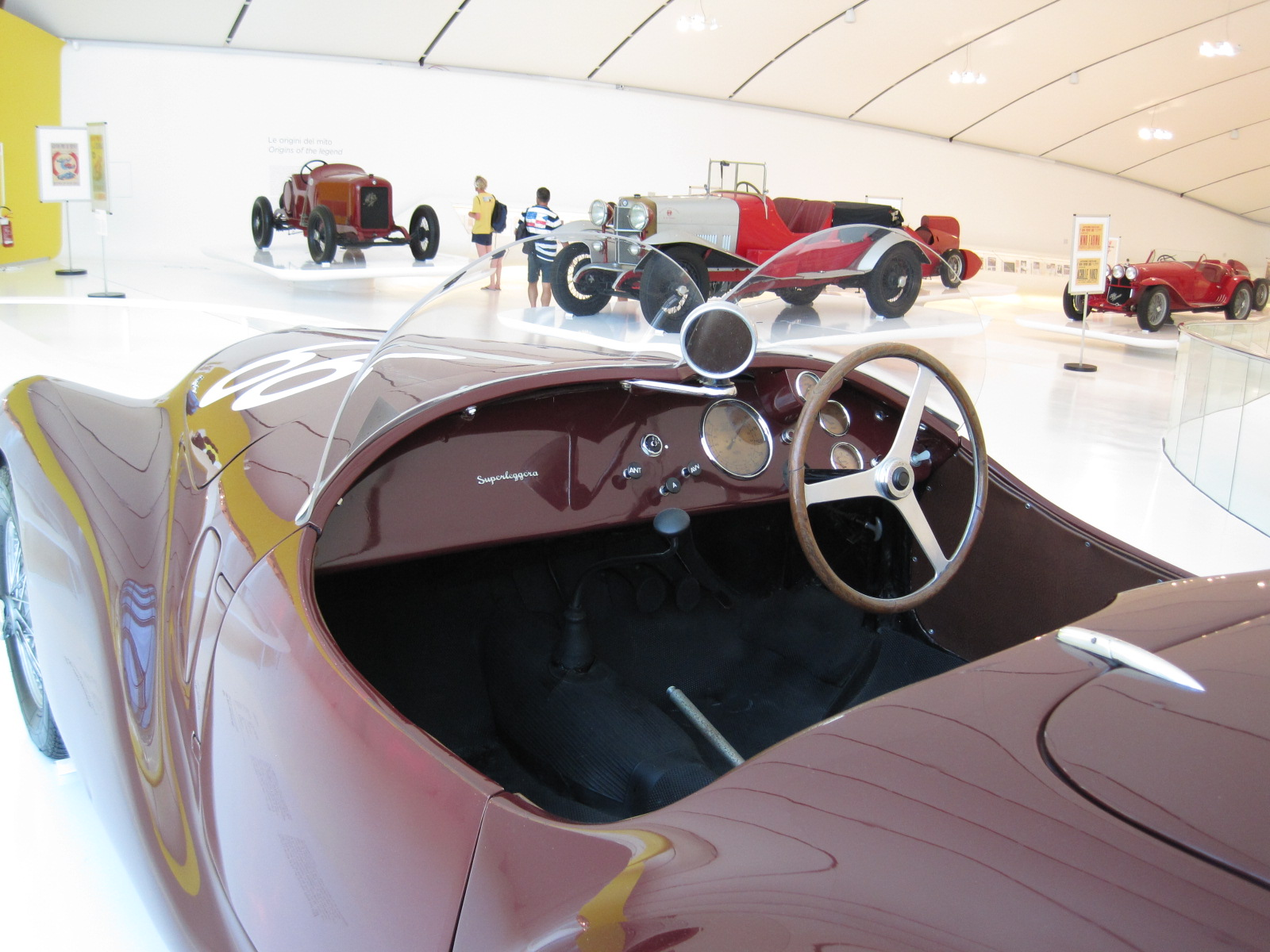
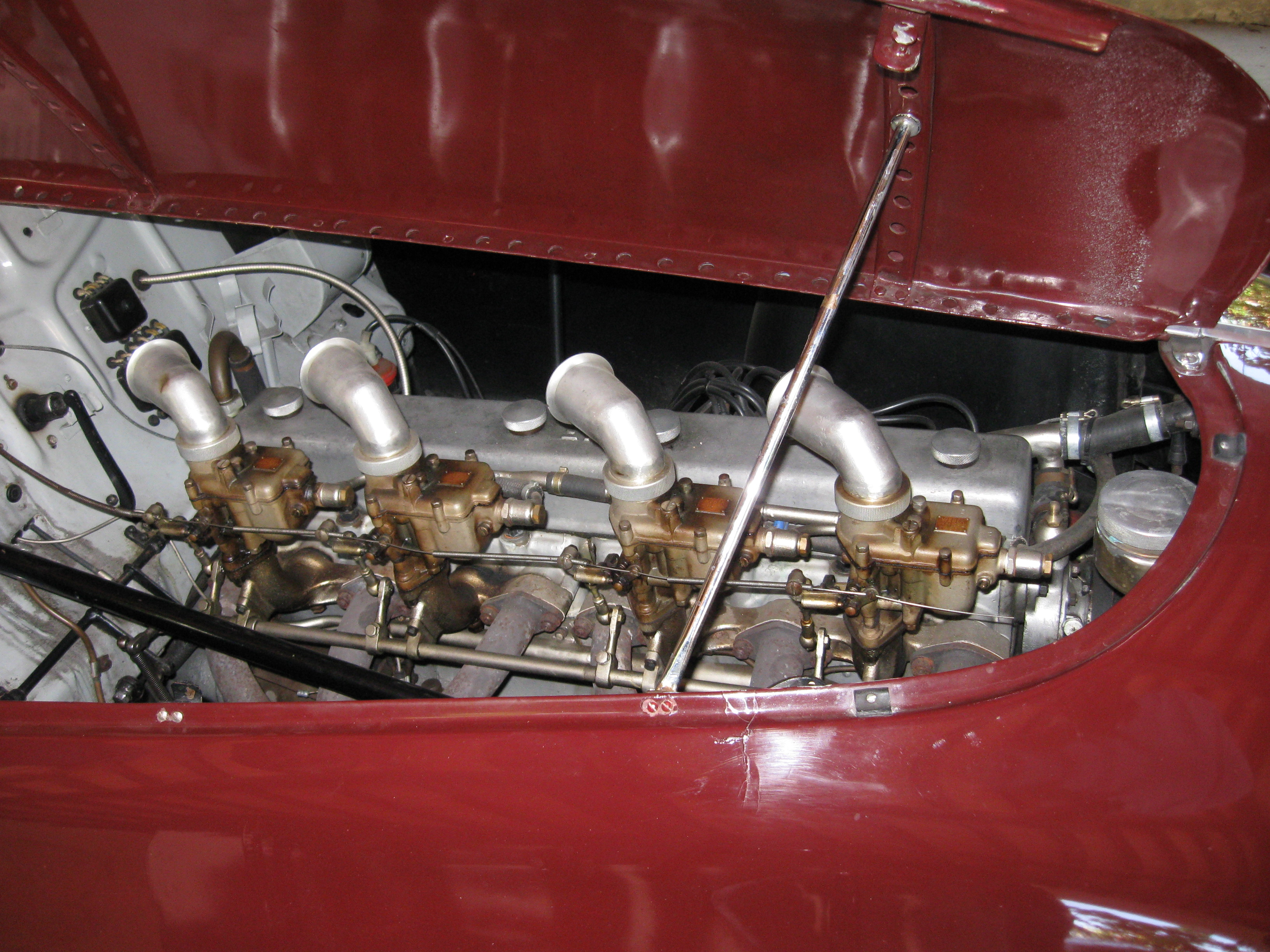